# Maud Mannoni
Maud Mannoni (nata Magdalena Van der Spoel) (Courtrai, 22 ottobre 1923 – Boulogne-Billancourt, 15 marzo 1998) è stata una psicoanalista francese d'origine olandese.

## Biografia
Nacque in Belgio, ma passò l'infanzia in Ceylon, dove il padre era console generale dei Paesi Bassi. Studiò criminologia all'Università di Bruxelles e si avviò alla psicoanalisi sotto la guida di Maurice Dugautiez, fondatore della "Société Belge de Psychanalyse" (associata all'IPA). Nel 1949 si trasferì in Francia, dove entrò in contatto con Françoise Dolto (con la quale lavorò all'ospedale Trousseau e che le presentò il marito) e con Jacques Lacan e la "Société française de psychanalyse". Si recò spesso a Londra per incontrare Donald Winnicott e nel 1964 partecipò al gruppo dell'"École freudienne de Paris". Sposa Octave Mannoni. 
Ne Il Seminario. Libro XI: I quattro concetti fondamentali della psicoanalisi (pubblicato nel 1973), Lacan segnala che la "collega" Maud Mannoni ha appena scritto un libro "di cui vi raccomando la lettura". Si tratta di L'Enfant arriéré et sa mère (1964) con il quale Lacan sceglierà di aprire la sua collana "Le Champ Freudien" presso le Éditions du Seuil.
Per la psicoanalista è molto importante la funzione del gioco (come già per Sigmund Freud e per Winnicot) e la dedizione attenta alle disabilità, soprattutto infantili, come pure al rapporto tra madre e figlio disabile. In questo senso il suo nome è stato associato anche all'antipsichiatria e a Ronald Laing.
Nel 1969 fondò una scuola sperimentale a Bonneuil-sur-Marne per adolescenti problematici (nella quale è stato girato un documentario nel 1975 per la regia di Guy Séligmann). L'istituzione qui non è vista come luogo di cura o di normalizzazione, ma come occasione d'esperienza, di relazioni e affetti, in modo aperto anche all'esterno, così che la propria identità non resti legata alla "malattia".
Nel 1985 con Octave Mannoni e Patrick Guyomard fondò il "Centre de Formation et de Recherches Psychanalytiques" (CFRP) e con il secondo dei due diresse la collana "L'Espace analytique" presso le Éditions Denoël.

## Opere
- L'Enfant arriéré et sa mere: étude psychanalytique, 1964; trad. di Arnaldo Novelletto, Il bambino ritardato e sua madre, Boringhieri, Torino 1971
- Le Premier Rendez-vous avec le psychanalyste, 1965; trad. di Laura Waldis, Il primo colloquio con lo psicoanalista: problemi dell'analisi dei bambini, introduzione di Françoise Dolto, Armando, Roma 1974; 20012
- L'Enfant, sa "maladie" et les autres: le symptome et la parole, 1967; trad. di Lisa Occhetto Baruffi, Il bambino la sua "malattia" e gli altri, F. Angeli, Milano 1973
- Le Psychiatre, son "fou" et la psychanalyse, 1970; trad. di Sandro Alemani, Elio Milani e Giampiero Gobbato, Lo psichiatra e il suo "pazzo" e la psicoanalisi, Jaca Book, Milano 1971
- Éducation impossible, 1973; trad. di Armando Verdiglione, Educazione impossibile, Feltrinelli, Milano 1974
- Un lieu pour vivre: les enfants de Bonneuil, leurs parents et l'équipe des soignants, 1976; trad. di Emanuela Cocever Canevaro e Franca Reggiani, Un luogo per vivere: un'esperienza alternativa all'istituzionalizzazione dei ragazzi psicotici, Emme, Milano 1977
- La Théorie comme fiction. Freud, Groddeck, Winnicott, Lacan, 1979; trad.di Lisa Baruffi e Laura Guarino, La teoria come fantasia, Bompiani, Milano 1980
- Secrete enfance: Les enfants et les parents de Bonneuil prennent la parole (con Guy Seligmann), 1979; trad. di Maria Luisa Picascia, Pedagogia deistituzionalizzata del "diverso": testimonianze da Bonneuil, prefazione di Silvia Vegetti Finzi, F. Angeli, Milano 1981
- D'un impossible à l'autre, 1982
- Le symptome et le savoir, 1983
- Enfance alienée: l'enfant, la psychose et l'institution (a cura di), 1984
- Travail de la metaphore: identification, interpretation (presentazione), 1984
- Un savoir qui ne se sait pas: l'experience analytique, 1985; trad. Un sapere che non si sa: l'esperienza analitica, Spirali-Vel, Milano 1989
- Bonneuil, seize ans après: comment échapper aux destins programmés dans l'État-providence, 1986; trad. Bonneuil sedici anni dopo: come sfuggire ai destini programmati nello Stato-Provvidenza, Spirali/Vel, Milano 1991
- Ce qui manque a la vérité pour être dite, 1988; trad. di Francesca Ortu, Cosa manca alla verità per essere detta, Borla, Roma 1993
- Le nommé et l'innomable: le dernier mot de la vie, 1991; trad. di Laura Franco, Dire l'indicibile: l'ultima parola della vita, Armando, Roma 1999
- Amour, haine, séparation renouer avec la langue perdue de l'enfance, 1993; trad. Amore, odio, separazione: recuperare la lingua perduta dell'infanzia, Armando, Roma 1996
- Les mots ont un poids. Ils sont vivants: que sont devenus nos enfants fous, 1995
- Devenir psychanalyste. Les formations de l'inconscient, 1996
- Elles ne savent pas ce qu'elles disent, 1997